# Katharine Bartlett
Katharine Bartlett (1907–2001) foi uma antropóloga física americana que trabalhou de 1930 a 1952 como a primeira curadora do Museu do Norte do Arizona, catalogando e organizando o acervo do museu, e depois como bibliotecária do museu até 1981. Ela participou de um levantamento da reserva da Nação Navajo na bacia do rio Little Colorado e estabeleceu o sistema de catalogação usado pelo Projeto Arqueológico Glen Canyon. Ela foi membro da Associação Americana para o Avanço da Ciência, membro da Associação Antropológica Americana e membro da Sociedade de Arqueologia Americana, bem como a primeira membro do MNA. Homenageada em uma exposição do Smithsonian Institution em 1986 e ganhadora do Prêmio Sharlot Hall de 1991 por suas contribuições à história do Arizona, ela foi postumamente introduzida no Hall da Fama das Mulheres do Arizona em 2008.

## Biografia
Katharine Bartlett nasceu em 30 de novembro de 1907, em Denver, Colorado, filha de Louise Erina (nascida Leedom) e George Frederick Bartlett. Incapaz de pagar sua primeira escolha de Smith College, Bartlett obteve seu mestrado em antropologia física da Universidade de Denver, estudando com Etienne Bernardeau Renaud.  Em 1930, ela assumiu um cargo de verão para ajudar na Exposição de Artesãos Hopi do Museu do Norte do Arizona (MNA). A convite de Harold Sellers Colton, que na época era o maior especialista em pesquisa arqueológica e etnológica do sudoeste dos Estados Unidos, Bartlett permaneceu no Arizona para organizar o MNA de dois anos, fundado por Colton e sua esposa.
Bartlett organizou, catalogou e preservou a coleção de antropologia do museu, servindo de 1930 a 1952 como curador do museu. Em 1931, ela e Colton fizeram um levantamento arqueológico da Reserva Navajo cobrindo 250 milhas da reserva que fica na bacia do rio Little Colorado . Eles traçaram 260 sítios arqueológicos em sua pesquisa, e seu trabalho sobre os artefatos dos leitos de cascalho perto de Tolchaco foi um dos primeiros trabalhos sobre os grupos paleo-índios na área. Em 1935, ela foi homenageada como uma das primeiras quatro mulheres eleitas como Membros da Sociedade de Arqueologia Americana. Seu trabalho sobre os paleoíndios apresentado na Conferência Pecos de 1946 mostrou corretamente que o trabalho anterior de Frank Roberts indicando uma ruptura entre a tradição Folsom e as culturas posteriores era errôneo.  Em 1952, quando Gene Field Foster, colega de casa de Bartlett, começou a registrar sítios arqueológicos na área onde a represa de Glen Canyon estava sendo construída, ela convidou Bartlett e o MNA a participar. Bartlett estabeleceu o sistema de catálogo para a coleção arqueológica do Projeto Glen Canyon, que foi o maior projeto patrocinado pelo Programa Interagências de Salvamento Arqueológico (IASP) no Escritório Regional de Santa Fé do Serviço Nacional de Parques . A pesquisa em Glen Canyon continuou por mais de cinco anos. 
A partir de 1928, Bartlett publicou vários artigos sobre os povos e culturas nativas do Arizona. Seus trabalhos científicos incluíam tópicos como minas antigas, artefatos, alimentos, história, ferramentas pré-históricas, bem como artesanato dos Hopi, Navajo e outras tribos do Arizona. Seu artigo Pueblo Milling Stones of the Flagstaff Region and Their Relation to Others in the Southwest: A Study in Progressive Efficiency "tornou-se uma referência padrão em tecnologia de processamento de alimentos de pedra fundamental", de acordo com a Society for American Archaeology. De 1953 até sua aposentadoria em 1981, ela atuou como bibliotecária do MNA e coletou milhares de volumes para criar um centro de pesquisa abrangente no norte do Arizona.
Bartlett foi membro fundador da Academia de Ciências do Arizona e da Associação de Mulheres Universitárias do Arizona. Ela foi membro da Associação Americana para o Avanço da Ciência, da Associação Antropológica Americana e a primeira membro do MNA. Ela foi homenageada por uma exposição que apareceu no Smithsonian em 1986, intitulada “Daughter of the Desert” e recebeu em 1991 o Prêmio Sharlot Hall por suas contribuições à história do Arizona. Bartlet se aposentou em 1981 para cuidar de sua companheira de casa Foster, que morreu em 1983. Na década de 1990, continuou trabalhando no MNA como voluntária.
Bartlett morreu em 22 de maio de 2001, em Sedona, Arizona, e foi postumamente introduzido no Hall da Fama das Mulheres do Arizona em 2008.